# Vincas
Vincas ist ein litauischer männlicher Vorname, abgekürzt von Vincentas (abgeleitet von Vincentius). Die weibliche Form ist Vincė.

## Namensträger
- Vincas Bartuška (1917–2010), Kirchenrechtler, Professor
- Vincas Ramutis Gudaitis (* 1941),  Schriftsteller und Politiker, Mitglied des Seimas
- Vincas Jomantas (1922–2001), litauisch-australischer Bildhauer
- Vincas Jurgutis (* 1986), Politiker, Vizeminister, stellvertretender Wirtschaftsminister
- Vincas Karoblis (1866–1939), Jurist, Justizminister
- Vincas Krėvė-Mickevičius (1882–1954), Schriftsteller, Philologe, sowjetlitauischer Politiker
- Vincas Kudirka (1858–1899), Schriftsteller, Dichter, Publizist, Begründer der Bewegung Varpininkai, Journalist und Redakteur der Zeitung Varpas und einer der Ideologen der litauischen Volksbewegungen im 19. Jahrhundert
- Vincas Mickevičius-Kapsukas (1880–1935), sowjetlitauischer Politiker
- Vincas Algirdas Pranckietis (1923–2016), Priester und Ehrenbürger von Jonava

### Zwischenname
- Algimantas Vincas Ulba (1939–2012), Politiker
- Justas Vincas Paleckis (* 1942), Politiker, Diplomat und Mitglied des Europäischen Parlaments